# Cynoglossus broadhursti
Cynoglossus broadhursti är en fiskart som beskrevs av Waite, 1905. Cynoglossus broadhursti ingår i släktet Cynoglossus och familjen Cynoglossidae. Inga underarter finns listade i Catalogue of Life.